# ABU TV Song Festival 2020
L'ABU TV Song Festival 2020 è stata la quinta edizione dell'ABU TV Song Festival. La manifestazione si è svolta online in diretta su YouTube il 14 Dicembre 2020 dalle 6:00 GMT. L'evento si è svolto a Kuala Lumpur, Capitale della Malaysia, anche se inizialmente era stata scelta Hanoi in Vietnam. L'evento si è svolto in concomitanza con la 57ª assemblea generale dell'Asia-Pacific Broadcasting Union. L'evento è stato condotto da Iman Corinne Adrienne e Sharizan Bohran. L'evento è stato organizzato dalla Radio Televisyen Malaysia.

## Paesi partecipanti
| N° | Stato         | Artista               | Canzone                               | Lingua                      |
| -- | ------------- | --------------------- | ------------------------------------- | --------------------------- |
| 1  | Corea del Sud | Lee Tae-min           | "Idea"                                | Coreano, Inglese            |
| 2  | Turchia       | Öykü Gürman           | "For Your One Word"                   | Turco                       |
| 3  | Indonesia     | Epo D’Fenomenon       | "My Love Get Locked Down"             | Indonesiano                 |
| 4  | Uzbekistan    | Ilyosbek I. Arabov    | "What Happens – Come"                 | Uzbeco                      |
| 5  | India         | Akashvani Vadya Vrind | "My India"                            | Hindi                       |
| 6  | Brunei        | Auf Ismail            | "I Am The Star"                       | Malay                       |
| 7  | Cina          | Sonam Gonpo           | "You And Me On The Plateau"           | Cinese                      |
| 8  | Vietnam       | Dương Hoàng Yên       | "Hanoi Beauties In 12 Flower Seasons" | Vietnamese                  |
| 9  | Giappone      | Hatsune Miku          | "Hand In Hand"                        | Giapponese                  |
| 10 | Macao         | Sean Pang             | "Unsatisfied"                         | Cinese                      |
| 11 | Macao         | Germano Guilherme     | "United"                              | Inglese, Cinese, Portoghese |
| 12 | Nepal         | Sindhu Malla          | "Pirati ko jala"                      | Nepalese                    |
| 13 | Turkmenistan  | Begmyrat Annamyradov  | "Bitarap yurt Turkmenistan"           | Turkmeno                    |
| 14 | Vanuatu       | Tokosouwia            | "Resilience"                          | Bislama                     |
| 15 | Malaysia      | Floor 88              | "Debt"                                | Malay                       |